# Hyloscirtus torrenticola
Hyloscirtus torrenticola es una especie de anfibios de la familia Hylidae.
Habita en las vertientes amazónicas de los Andes en el sur de Colombia y el norte de Ecuador, entre 740-1700 m de altitud.
Su hábitat natural incluye bosques tropicales o subtropicales secos y a baja altitud, montanos secos, ríos y pantanos.
Está amenazada de extinción por la destrucción de su hábitat natural.